# GeeGun

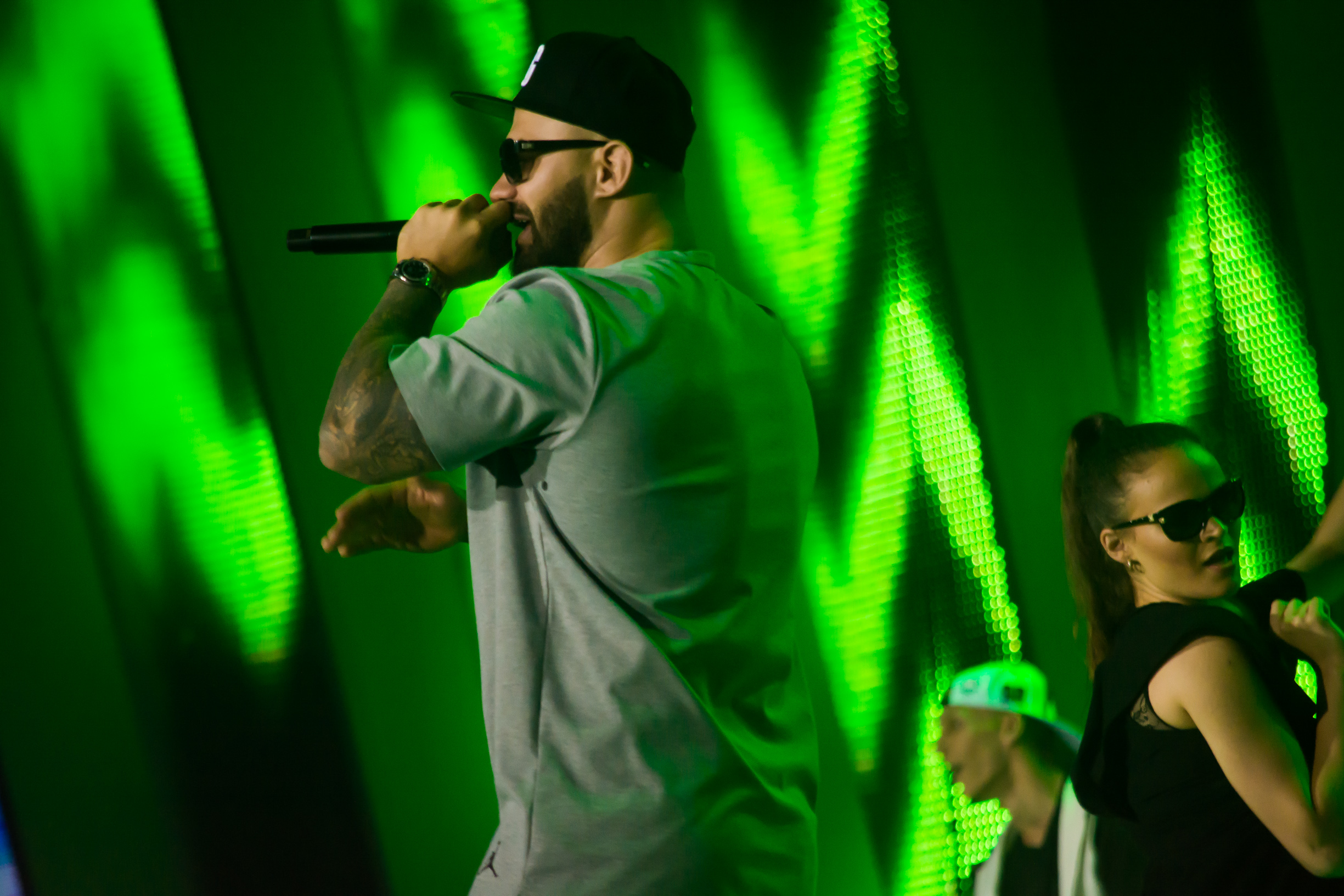
GeeGun, 2016

GeeGun, bürgerlicher Name Denis Ustymenko (* 2. August 1985 in Odessa, Ukrainische SSR), ist ein ukrainischer Rapper.

## Biografie
Bereits im Alter von 9 Jahren interessierte er sich für die Hip-Hop-Kultur, was zur Aufnahme der ersten Tracks in der Rap-Gruppe "Shaman Zill" (kurz "ShiZo") führte. Mit 11 Jahren begann er mit Boxen und Kickboxen.
Im Jahr 2004 erhielt er den Titel eines Meister des Sports der Ukraine, wurde ukrainischer Meister im Nahkampf sowie Silbermedaillen-Gewinner der Kickbox-Europameisterschaft.
Seine musikalische Karriere begann mit dem Titel "My Boys" -Album "Life or Wallet". Anschließend erschien sein erster Solotrack "Fight", der später Teil der Sammlung "Bandit Rap" wurde. Er trat zunächst in Clubs von Odessa, später in Kiew und Moskau auf. 2006 veröffentlichte er drei Studiomischungen - "Come to Part" y (R & B, Hip-Hop, Dance Hall Mix, Reggaeton), Sexy On (Hip-Hop), Cocaton (Reggaeton).

## Diskografie

### Alben
- 2012: Холодное сердце
- 2013: Музыка. Жизнь.
- 2015: Твой выбор
- 2016: Джига
- 2017: Дни и ночи
- 2019: Край рая
- 2023: Bang

### Live-Alben
- 2017: Дни и ночи (Acoustic)

### Singles (Auswahl)
- 2011: Отпусти (mit Julija Sawitschewa)
- 2012: Ты рядом (mit Janna Friske)
- 2015: Hava Nagila (mit SHI 360)
- 2017: Дни и ночи
- 2018: ДНК (mit Артем Качер)
- 2018: На восьмом этаже
- 2020: Rolls Royce (mit Timati & Egor Kreed)
- 2023: Vatos Locos / ידיים באוויר (mit Subliminal & The Shadow)
- 2024: Худи (mit Artik & Asti & Niletto)